# Occhio parietale

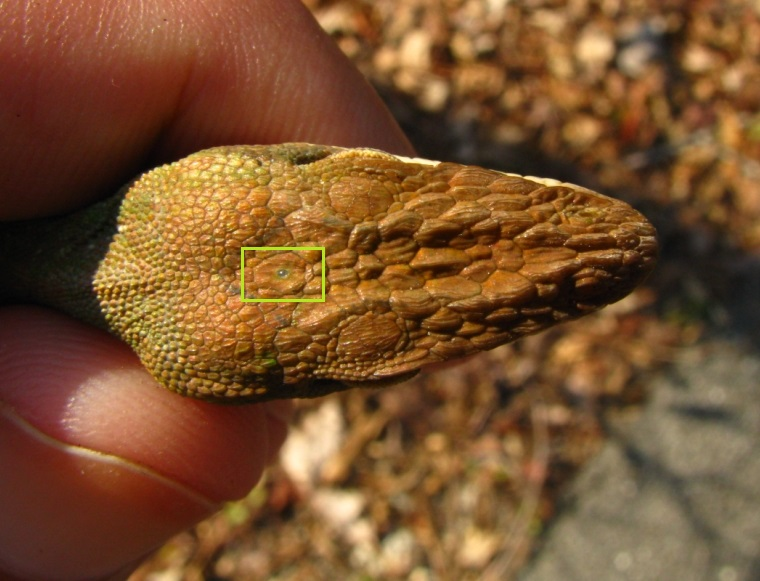
Anolis carolinensis

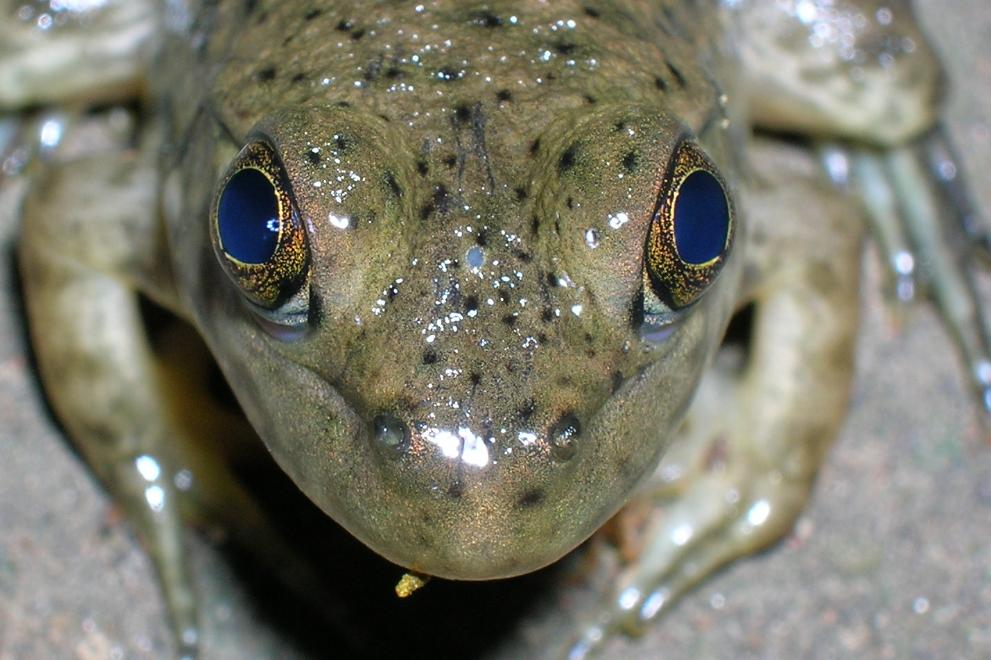
Rana catesbeiana

L'occhio parietale noto anche come organo parietale, terzo occhio, o occhio pineale è un apposito organo dell'epitalamo presente in certi anfibi e rettili al fine di sincronizzare l'epifisi. Si tratta di una piccola area sulla superficie della testa composta da cellule fotosensibili, che non serve per vedere, ma assolve ad altre funzioni associate alla ghiandola pineale, specialmente legate alla regolazione dei cicli circadiani, di alternanza fra veglia e sonno, e di produzione di ormoni per la termoregolazione.

## Funzione
È fotosensibile, formato di coni, ma privo di cornea e cristallino, situato sotto l'osso del cranio.
Questo organo fotorecettore è capace di localizzare la luce e di discriminare le lunghezze d’onda, inviando informazioni alla ghiandola pineale in modo che essa regoli la produzione di ormoni e neurotrasmettitori.

## Negli animali
Una ricerca dell'università di Ferrara ha dimostrato che alcune specie di lucertole usano l'occhio parietale anche per orientarsi. Quest'organo è presente anche nelle rane, nelle lamprede, così come in alcune specie di pesci, come il tonno e squali, dove è visibile come punto luminoso in cima alla loro testa. 
In uccelli e mammiferi l'organo parietale (ma non la ghiandola pineale) è oggigiorno assente. 
Quest'organo, quindi, era presente negli antenati dei mammiferi, ma durante il percorso evolutivo è man mano scomparso.